# Saturno World Tour
Il Saturno World Tour è il terzo tour musicale del cantante portoricano Rauw Alejandro, a supporto del suo terzo album in studio Saturno (2022).
Il tour ha visto la partecipazione del corpo di ballerini statunitensi JabbaWockeeZ in qualità di artisti ospiti.

## Scaletta
1. Punto 40
2. Fantasías
3. Nostálgico
4. Tamo en nota
5. No me sueltes
6. Verde menta
7. Panties y brasieres
8. La old skul
9. Mírame (cover di Nio García)
10. Problemón
11. Loco por perrearte
12. Sexo virtual
13. Gatas
14. Desesperados
15. Dile a él
16. Pensándote
17. Te felicito
18. Tiroteo
19. Museo
20. Aquel Nap ZzZz
21. Cúrame
22. Ron Cola
23. Party
24. Cazadores
25. Algo mágico
26. Desenfocao'
27. Corazón despeinado
28. Más de una vez
29. Lejos del cielo
30. Dejau'
31. El efecto
32. Elegí
33. Perreo pesau'
34. Reloj
35. Qué rico ch**gamos
36. 2/catorce
37. Lokera
38. Todo de ti
39. Dime quién????
40. De Carolina

## Date del tour
| Data              | Città             | Stato                 | Luogo                                |
| America Centrale  | America Centrale  | America Centrale      | America Centrale                     |
| ----------------- | ----------------- | --------------------- | ------------------------------------ |
| 18 febbraio 2023  | Santo Domingo     | Repubblica Dominicana | Estadio Quisqueya Juan Marichal      |
| Nord America      |                   |                       |                                      |
| 4 marzo 2023      | Tampa             | Stati Uniti           | Amalie Arena                         |
| 6 marzo 2023      | Duluth            | Stati Uniti           | Gas South Arena                      |
| 8 marzo 2023      | Orlando           | Stati Uniti           | Amway Arena                          |
| 11 marzo 2023     | Miami             | Stati Uniti           | Miami-Dade Arena                     |
| 12 marzo 2023     | Miami             | Stati Uniti           | Miami-Dade Arena                     |
| 15 marzo 2023     | Reading           | Stati Uniti           | Santander Arena                      |
| 16 marzo 2023     | Boston            | Stati Uniti           | TD Garden                            |
| 18 marzo 2023     | Charlotte         | Stati Uniti           | Spectrum Center                      |
| 19 marzo 2023     | Washington, D.C.  | Stati Uniti           | Capital One Arena                    |
| 21 marzo 2023     | Toronto           | Canada                | Scotiabank Arena                     |
| 23 marzo 2023     | Newark            | Stati Uniti           | Prudential Center                    |
| 24 marzo 2023     | New York          | Stati Uniti           | Barclays Center                      |
| 31 marzo 2023     | San Juan          | Porto Rico            | Estadio Hiram Bithorn                |
| 1º aprile 2023    | San Juan          | Porto Rico            | Estadio Hiram Bithorn                |
| 5 aprile 2023     | Chicago           | Stati Uniti           | Allstate Arena                       |
| 7 aprile 2023     | Denver            | Stati Uniti           | Ball Arena                           |
| 12 aprile 2023    | Edinburg          | Stati Uniti           | Bert Ogden Arena                     |
| 14 aprile 2023    | Houston           | Stati Uniti           | Toyota Center                        |
| 16 aprile 2023    | Austin            | Stati Uniti           | Moody Center                         |
| 20 aprile 2023    | Fort Worth        | Stati Uniti           | Dickies Arena                        |
| 22 aprile 2023    | El Paso           | Stati Uniti           | UTEP Don Haskins Center              |
| 23 aprile 2023    | Glendale          | Stati Uniti           | Desert Diamond Arena                 |
| 25 aprile 2023    | Sacramento        | Stati Uniti           | Golden 1 Center                      |
| 26 aprile 2023    | San Jose          | Stati Uniti           | SAP Center                           |
| 28 aprile 2023    | Inglewood         | Stati Uniti           | The Forum                            |
| 29 aprile 2023    | Inglewood         | Stati Uniti           | The Forum                            |
| 1º maggio 2023    | San Diego         | Stati Uniti           | Pechanga Arena                       |
| 5 maggio 2023     | Portland          | Stati Uniti           | Moda Center                          |
| 6 maggio 2023     | Seattle           | Stati Uniti           | Climate Pledge Arena                 |
| 20 maggio 2023    | Città del Messico | Messico               | Foro Sol                             |
| 24 maggio 2023    | Cancún            | Messico               | Estadio Olímpico Andrés Quintana Roo |
| 26 maggio 2023    | Veracruz          | Messico               | Estadio Universitario Beto Ávila     |
| 1º giugno 2023    | Monterrey         | Messico               | Estadio Mobil Super                  |
| 3 giugno 2023     | Guadalajara       | Messico               | Estadio 3 de Marzo                   |
| 8 giugno 2023     | Hermosillo        | Messico               | Estadio Héroe de Nacozari            |
| 10 giugno 2023    | Tijuana           | Messico               | Estadio Caliente                     |
| Europa            |                   |                       |                                      |
| 26 agosto 2023    | Valencia          | Spagna                | Ciutat de les Arts i les Ciències    |
| 1º settembre 2023 | Barcellona        | Spagna                | Palau Sant Jordi                     |
| 2 settembre 2023  | Bilbao            | Spagna                | BEC                                  |
| 9 settembre 2023  | Siviglia          | Spagna                | Estadio Olimpico La Cartuja          |
| 10 settembre 2023 | Madrid            | Spagna                | WiZink Center                        |
| 15 settembre 2023 | Murcia            | Spagna                | Espacio Nueva Condomina              |
| 17 settembre 2023 | Milano            | Italia                | Carroponte                           |
| 21 settembre 2023 | Parigi            | Francia               | Accor Arena                          |
| 25 settembre 2023 | Rotterdam         | Paesi Bassi           | Ahoy - Rtm Stage                     |
| 29 settembre 2023 | Roma              | Italia                | Cinecittà World - Teatro 1           |

### Cancellazioni
| Data              | Città                 | Stato       | Luogo                      | Causa              |
| ----------------- | --------------------- | ----------- | -------------------------- | ------------------ |
| 2 maggio 2023     | Thousand Palms        | Stati Uniti | Acrisure Arena             | Infortunio         |
| 27 maggio 2023    | Santiago de Querétaro | Messico     | Estadio Olímpico Alameda   | Problemi logistici |
| 27 agosto 2023    | Palma di Maiorca      | Spagna      | Son Fusteret               | Problemi logistici |
| 16 settembre 2023 | Tenerife              | Spagna      | Costa Adeje Golf           | N.D.               |
| 23 settembre 2023 | Danzica               | Polonia     | Ergo Arena                 | N.D.               |
| 24 settembre 2023 | Bruxelles             | Belgio      | Palais 12                  | N.D.               |
| 28 settembre 2023 | Bucarest              | Romania     | Romexpo                    | N.D.               |
| 30 settembre 2023 | Zurigo                | Svizzera    | Hallenstadion              | Problemi logistici |
| 1º ottobre 2023   | Londra                | Regno Unito | Wembley Arena              | Problemi logistici |
| 2 ottobre 2023    | Düsseldorf            | Germania    | PSD Bank Dome              | Problemi logistici |
| 7 ottobre 2023    | San José              | Costa Rica  | Estadio Nacional           | Problemi logistici |
| 8 ottobre 2023    | Quito                 | Ecuador     | Estadio Olímpico Atahualpa | Problemi logistici |
| 9 ottobre 2023    | Guayaquil             | Ecuador     | Explanada El Dorado        | Problemi logistici |
| 11 ottobre 2023   | Managua               | Nicaragua   | Estadio de Fútbol          | Problemi logistici |
| 13 ottobre 2023   | Città del Guatemala   | Guatemala   | Cayalá                     | Problemi logistici |
| 14 ottobre 2023   | San Salvador          | El Salvador | Estadio Cuscatlán          | Problemi logistici |
| 19 ottobre 2023   | Medellín              | Colombia    | Estadio Atanasio Girardot  | Problemi logistici |
| 21 ottobre 2023   | Bogotà                | Colombia    | Movistar Arena             | Problemi logistici |
| 25 ottobre 2023   | Panama                | Panama      | Plaza Figali               | Problemi logistici |
| 26 ottobre 2023   | Tegucigalpa           | Honduras    | Estadio Chochi Sosa        | Problemi logistici |
| 28 ottobre 2023   | Lima                  | Perù        | Estadio San Marcos         | Problemi logistici |
| 31 ottobre 2023   | Santiago del Cile     | Cile        | Hipódromo Chile            | Problemi logistici |
| 2 novembre 2023   | San Paolo             | Brasile     | Vibra São Paulo            | Problemi logistici |
| 9 novembre 2023   | Buenos Aires          | Argentina   | Movistar Arena             | Problemi logistici |